# Torneo femenino de baloncesto 3x3 en los Juegos Olímpicos de Tokio 2020
El torneo femenino de baloncesto 3x3 en los Juegos Olímpicos de Tokio 2020 se realizaron en el Centro Urbano de Deportes Aomi, del 24 al 28 de julio.
Originalmente estaba planificado para ser celebrado en 2020, pero el 24 de marzo de 2020, la olimpiada estuvo aplazada a 2021 debido a la Pandemia del COVID-19.

## Formato
Los ocho equipos jugarán en un único grupo en un sistema de todos contra todos. Los equipos ubicados en el primer y segundo puesto clasificarán a las semifinales. Los equipos ubicados del tercer al sexto puesto disputarán un play-off para acceder a semifinales. A partir de está ronda se utilizará un sistema de eliminación directa.

## Programación de la competición
| G | Fase de grupos | ¼ | Cuartos de final | ½ | Semifinales | B | Partido por medalla de bronce | F | Final por medalla de oro |

| Evento↓/Fecha → | Sab 24 | Dom 25 | Lun 26 | Mar 27 | Mar 27 | Mie 28 | Mie 28 | Mie 28 |
| --------------- | ------ | ------ | ------ | ------ | ------ | ------ | ------ | ------ |
| Masculino       | G      | G      | G      | G      | ¼      | ½      | B      | F      |

## Clasificación
| Competición                                                     | Fecha                   | Sede                  | Plazas | Equipos Clasificados         |
| --------------------------------------------------------------- | ----------------------- | --------------------- | ------ | ---------------------------- |
| Anfritión                                                       |                         |                       | 0      |                              |
| Ranking Mundial FIBA 3x3                                        | 1 de noviembre de 2019  | Utsunomiya ( Japón)   | 4      | China Rusia Mongolia Rumania |
| Torneo Clasificatorio Olímpico FIBA 3x3 2021                    | 26 – 30 de mayo de 2021 | Graz · ( Austria)     | 3      | Estados Unidos Francia Japón |
| Torneo de Clasificación Olímpica de Universalidad FIBA 3x3 2021 | 4 – 6 de junio de 2021  | Debrecen · ( Hungría) | 1      | Italia                       |
| TOTAL                                                           |                         |                       | 8      |                              |

## Jugadoras
| Team           | Players          | Players            | Players          | Players             |
| -------------- | ---------------- | ------------------ | ---------------- | ------------------- |
| Francia        | Ana Cata-Chitiga | Laëtitia Guapo     | Marie-Ève Paget  | Mamignan Touré      |
| ROC            |                  |                    |                  |                     |
| China          | Wan Jiyuan       | Wang Lili          | Yang Shuyu       | Zhang Zhiting       |
| Rumania        | Claudia Cuic     | Gabriela Mărginean | Ancuţa Stoenescu | Sonia Ursu-Kim      |
| Italia         |                  |                    |                  |                     |
| Japón          | Stephanie Mawuli | Risa Nishioka      | Mio Shinozaki    | Mai Yamamoto        |
| Mongolia       |                  |                    |                  |                     |
| Estados Unidos | Stefanie Dolson  | Allisha Gray       | Kelsey Plum      | Katie Lou Samuelson |

## Grupos

### Posiciones
| Pos. | Equipo         | PJ | G | P | GF | GC | DG  | Pts | Clasificación    |
| ---- | -------------- | -- | - | - | -- | -- | --- | --- | ---------------- |
| 1    | Estados Unidos | 4  | 4 | 0 | 80 | 46 | +34 | 8   | Semifinales      |
| 2    | ROC            | 4  | 3 | 1 | 77 | 52 | +25 | 7   | Semifinales      |
| 3    | Japón (H)      | 4  | 3 | 1 | 76 | 54 | +22 | 7   | Cuartos de Final |
| 4    | China          | 4  | 3 | 1 | 72 | 55 | +17 | 7   | Cuartos de Final |
| 5    | Italia         | 4  | 2 | 2 | 66 | 69 | −3  | 6   | Cuartos de Final |
| 6    | Francia        | 4  | 1 | 3 | 57 | 65 | −8  | 5   | Cuartos de Final |
| 7    | Rumania        | 4  | 0 | 4 | 77 | 85 | −8  | 4   |                  |
| 8    | Mongolia       | 4  | 0 | 4 | 38 | 76 | −38 | 4   |                  |

 Fuente: FIBA
Criterios de clasificación: 1) Victorias; 2) Enfrentamientos Cara a Cara; 3) Puntos encestados.
Todos los horarios son locales (UTC+9).

#### Resultados
| 2021 de julio del 24 | ROC | vs. | Japón |                                         |
| 10:15 v              |     |     |       |                                         |
|                      |     |     |       | Pabellón: Aomi Urban Sports Park, Tokio |

| 2021 de julio del 24 | China | vs. | Rumania |                                         |
| 10:40 v              |       |     |         |                                         |
|                      |       |     |         | Pabellón: Aomi Urban Sports Park, Tokio |

| 2021 de julio del 24 | ROC | vs. | China |                                         |
| 14:00 v              |     |     |       |                                         |
|                      |     |     |       | Pabellón: Aomi Urban Sports Park, Tokio |

| 2021 de julio del 24 | Rumania | vs. | Japón |                                         |
| 14:25 v              |         |     |       |                                         |
|                      |         |     |       | Pabellón: Aomi Urban Sports Park, Tokio |

| 2021 de julio del 24 | Italia | vs. | Mongolia |                                         |
| 17:30 v              |        |     |          |                                         |
|                      |        |     |          | Pabellón: Aomi Urban Sports Park, Tokio |

| 2021 de julio del 24 | Estados Unidos | vs. | Francia |                                         |
| 17:55 v              |                |     |         |                                         |
|                      |                |     |         | Pabellón: Aomi Urban Sports Park, Tokio |

| 2021 de julio del 24 | Mongolia | vs. | Estados Unidos |                                         |
| 21:00 v              |          |     |                |                                         |
|                      |          |     |                | Pabellón: Aomi Urban Sports Park, Tokio |

| 2021 de julio del 24 | Francia | vs. | Italia |                                         |
| 21:25 v              |         |     |        |                                         |
|                      |         |     |        | Pabellón: Aomi Urban Sports Park, Tokio |

| 2021 de julio del 25 | Japón | vs. | Mongolia |                                         |
| 10:15 v              |       |     |          |                                         |
|                      |       |     |          | Pabellón: Aomi Urban Sports Park, Tokio |

| 2021 de julio del 25 | Rumania | vs. | Italia |                                         |
| 10:40 v              |         |     |        |                                         |
|                      |         |     |        | Pabellón: Aomi Urban Sports Park, Tokio |

| 2021 de julio del 25 | Mongolia | vs. | ROC |                                         |
| 14:00 v              |          |     |     |                                         |
|                      |          |     |     | Pabellón: Aomi Urban Sports Park, Tokio |

| 2021 de julio del 25 | China | vs. | Italia |                                         |
| 14:25 v              |       |     |        |                                         |
|                      |       |     |        | Pabellón: Aomi Urban Sports Park, Tokio |

| 2021 de julio del 25 | Rumania | vs. | Estados Unidos |                                         |
| 17:30 v              |         |     |                |                                         |
|                      |         |     |                | Pabellón: Aomi Urban Sports Park, Tokio |

| 2021 de julio del 25 | Japón | vs. | Francia |                                         |
| 17:55 v              |       |     |         |                                         |
|                      |       |     |         | Pabellón: Aomi Urban Sports Park, Tokio |

| 2021 de julio del 25 | China | vs. | Francia |                                         |
| 21:00 v              |       |     |         |                                         |
|                      |       |     |         | Pabellón: Aomi Urban Sports Park, Tokio |

| 2021 de julio del 25 | ROC | vs. | Estados Unidos |                                         |
| 21:25 v              |     |     |                |                                         |
|                      |     |     |                | Pabellón: Aomi Urban Sports Park, Tokio |

| 2021 de julio del 26 | Japón | vs. | China |                                         |
| 10:15 v              |       |     |       |                                         |
|                      |       |     |       | Pabellón: Aomi Urban Sports Park, Tokio |

| 2021 de julio del 26 | Mongolia | vs. | Rumania |                                         |
| 10:40 v              |          |     |         |                                         |
|                      |          |     |         | Pabellón: Aomi Urban Sports Park, Tokio |

| 2021 de julio del 26 | Rumania | vs. | ROC |                                         |
| 14:00 v              |         |     |     |                                         |
|                      |         |     |     | Pabellón: Aomi Urban Sports Park, Tokio |

| 2021 de julio del 26 | Italia | vs. | Japón |                                         |
| 14:25 v              |        |     |       |                                         |
|                      |        |     |       | Pabellón: Aomi Urban Sports Park, Tokio |

| 2021 de julio del 26 | Francia | vs. | Mongolia |                                         |
| 17:30 v              |         |     |          |                                         |
|                      |         |     |          | Pabellón: Aomi Urban Sports Park, Tokio |

| 2021 de julio del 26 | Italia | vs. | Estados Unidos |                                         |
| 17:55 v              |        |     |                |                                         |
|                      |        |     |                | Pabellón: Aomi Urban Sports Park, Tokio |

| 2021 de julio del 26 | Estados Unidos | vs. | China |                                         |
| 21:00 v              |                |     |       |                                         |
|                      |                |     |       | Pabellón: Aomi Urban Sports Park, Tokio |

| 2021 de julio del 26 | Francia | vs. | ROC |                                         |
| 21:25 v              |         |     |     |                                         |
|                      |         |     |     | Pabellón: Aomi Urban Sports Park, Tokio |

| 2021 de julio del 27 | Estados Unidos | vs. | Japón |                                         |
| 13:30 v              |                |     |       |                                         |
|                      |                |     |       | Pabellón: Aomi Urban Sports Park, Tokio |

| 2021 de julio del 27 | China | vs. | Mongolia |                                         |
| 13:55 v              |       |     |          |                                         |
|                      |       |     |          | Pabellón: Aomi Urban Sports Park, Tokio |

| 2021 de julio del 27 | Francia | vs. | Rumania |                                         |
| 17:00 v              |         |     |         |                                         |
|                      |         |     |         | Pabellón: Aomi Urban Sports Park, Tokio |

| 2021 de julio del 27 | ROC | vs. | Italia |                                         |
| 17:25 v              |     |     |        |                                         |
|                      |     |     |        | Pabellón: Aomi Urban Sports Park, Tokio |

## Etapa Final

### Cuadro
|  | Cuartos de Final | Cuartos de Final |          |  | Semifinales | Semifinales       |                   |  | Medalla de Oro | Medalla de Oro |
|  |                  |                  |          |  |             |                   |                   |  |                |                |
|  |                  |                  |          |  |             |                   |                   |  |                |                |
|  |                  |                  |          |  |             |                   |                   |  |                |                |
|  |                  |                  |          |  |             |                   |                   |  |                |                |
|  | 28 Julio         |                  |          |  |             |                   |                   |  |                |                |
|  |                  |                  |          |  |             |                   |                   |  |                |                |
|  | Grupo 1          |                  |          |  |             |                   |                   |  |                |                |
|  | 27 Julio         |                  |          |  |             |                   |                   |  |                |                |
|  |                  |                  |          |  |             |                   |                   |  |                |                |
|  | Grupo 4          |                  |          |  |             |                   |                   |  |                |                |
|  |                  |                  | 28 Julio |  |             |                   |                   |  |                |                |
|  | Grupo 5          |                  |          |  |             |                   |                   |  |                |                |
|  |                  |                  |          |  |             |                   |                   |  |                |                |
|  | 27 Julio         |                  |          |  |             |                   |                   |  |                |                |
|  |                  |                  |          |  |             |                   |                   |  |                |                |
|  | Grupo 3          |                  |          |  |             |                   |                   |  |                |                |
|  | 28 Julio         |                  |          |  |             |                   |                   |  |                |                |
|  | Grupo 6          |                  |          |  |             |                   |                   |  |                |                |
|  |                  |                  |          |  |             |                   |                   |  |                |                |
|  |                  |                  |          |  |             |                   |                   |  |                |                |
|  |                  |                  | Grupo 2  |  |             | Medalla de Bronce | Medalla de Bronce |  |                |                |
|  |                  |                  | Grupo 2  |  |             | Medalla de Bronce | Medalla de Bronce |  |                |                |
|  |                  |                  | 28 Julio |  |             |                   |                   |  |                |                |
|  |                  |                  |          |  |             |                   |                   |  |                |                |
|  |                  |                  |          |  |             |                   |                   |  |                |                |
|  |                  |                  |          |  |             |                   |                   |  |                |                |
|  |                  |                  |          |  |             |                   |                   |  |                |                |
|  |                  |                  |          |  |             |                   |                   |  |                |                |

### Cuartos de final
| 2021 de julio del 27 | Grupo 4 | vs. | Grupo 5 |                                         |
| 20:30 v              |         |     |         |                                         |
|                      |         |     |         | Pabellón: Aomi Urban Sports Park, Tokio |

| 2021 de julio del 27 | Grupo 3 | vs. | Grupo 6 |                                         |
| 21:50 v              |         |     |         |                                         |
|                      |         |     |         | Pabellón: Aomi Urban Sports Park, Tokio |

### Semifinales
| 2021 de julio del 28 | Grupo 1 | vs. | GCF1 |                                         |
| 17:00 v              |         |     |      |                                         |
|                      |         |     |      | Pabellón: Aomi Urban Sports Park, Tokio |

| 2021 de julio del 28 | GCF2 | vs. | Grupo 2 |                                         |
| 18:10 v              |      |     |         |                                         |
|                      |      |     |         | Pabellón: Aomi Urban Sports Park, Tokio |

### Medalla de Bronce
| 2021 de julio del 28 | PSF1 | vs. | PSF2 |                                         |
| 20:45 v              |      |     |      |                                         |
|                      |      |     |      | Pabellón: Aomi Urban Sports Park, Tokio |

### Medalla de Oro
| 2021 de julio del 28 | GSF1 | vs. | GSF2 |                                         |
| 21:55 v              |      |     |      |                                         |
|                      |      |     |      | Pabellón: Aomi Urban Sports Park, Tokio |